# Time Does Not Heal
Albums de Dark Angel
Leave Scars
(1989)
Time Does Not Heal est le quatrième et dernier album studio du groupe de thrash metal américain Dark Angel, il est sorti le 24 janvier 1991 sous le label Combat Records.
C'est probablement l'album le plus progressif du groupe par la durée et la complexité des morceaux. Il est également considéré comme étant le meilleur album du groupe et un des classiques du thrash metal.
Nous pouvons lire sur la pochette de l'album la mention suivante : 9 songs, 67 minutes, 246 riffs!, montrant qu'il y a neuf chansons, durant en tout une heure et sept minutes et qu'il est composé de 246 riffs de guitares.
Les paroles de l'album parlent de problèmes psychologiques dont souffrent certaines personnes. Certains titres de l'album, comme The New Priesthood et A Subtle Induction, parlent quant à eux de problèmes socio-politiques.

## Musiciens
- Ron Rinehart - Chant
- Eric Meyer - Guitare
- Brett Eriksen - Guitare
- Mike Gonzalez - Basse
- Gene Hoglan - Batterie

## Liste des morceaux
| No | Titre                      | Durée |
| -- | -------------------------- | ----- |
| 1. | Time Does Not Heal         | 6:40  |
| 2. | Pain's Invention, Madness  | 7:44  |
| 3. | Act of Contrition          | 6:10  |
| 4. | The New Priesthood         | 7:15  |
| 5. | Psychosexuality            | 8:56  |
| 6. | An Ancient Inherited Shame | 9:16  |
| 7. | Trauma and Catharsis       | 8:22  |
| 8. | Sensory Deprivation        | 7:36  |
| 9. | A Subtle Induction         | 5:06  |